# Ardisia ferox
Ardisia ferox är en viveväxtart som beskrevs av Caetano Xavier Furtado. Ardisia ferox ingår i släktet Ardisia och familjen viveväxter. Inga underarter finns listade i Catalogue of Life.